# NGC 7783
NGC 7783 je galaxie v souhvězdí Ryb. Její zdánlivá jasnost je 13,2m a úhlová velikost 1,0′ × 0,6′. Tvoří blízký pár s galaxií PGC 72808. Někdy za NGC bývá uvažován tento pár galaxií. Galaxie je nejjasnější členem kompaktní skupiny galaxií Hickson Compact Group 98, též katalogizovné Atlas of Peculiar Galaxies 323. Objekt objevil 9. září 1864 Albert Marth.